# مات ماككوين
ماثيو «مات» ماككوين (بالإنجليزية: Matt McQueen)‏، من مواليد 18 مايو 1863 في هارتهيل في اسكتلندا، وتوفي 28 سبتمبر 1944 في ليفربول في إنجلترا، لاعب كرة قدم أسكتلندي سابق ومدرب كرة قدم أسكتلندي سابق.
بدأ مسيرته الكروية مع نادي ليث يونايتد في عام 1880، ولعب معهم حتى عام 1887، وفي عام 1887 انتقل إلى نادي هارت أوف ميدلوثيان، لعب معهم حتى عام 1890، وفي عام 1890 انتقل إلى نادي ليث يونايتد، ولعب معه حتى عام 1892، وفي عام 1892 انتقل إلى نادي ليفربول، ولعب معهم حتى عام 1899، وشارك معهم في 93 مباراة وسجل هدفين.
و قد لعب مع منتخب اسكتلندا لكرة القدم بين عامي 1890 و1891، وشارك معهم في مباراتين.
و قد درب نادي ليفربول في عام 1923 وحتى عام 1928.

## وصلات خارجية
- مات ماككوين على موقع الاتحاد الإسكتلندي (الإنجليزية)